# Marengo (Illinois)
Marengo es una ciudad ubicada en el condado de McHenry en el estado estadounidense de Illinois. En el Censo de 2010 tenía una población de 7648 habitantes y una densidad poblacional de 589,4 personas por km².

## Geografía
Marengo se encuentra ubicada en las coordenadas 42°14′50″N 88°36′23″O / 42.24722, -88.60639. Según la Oficina del Censo de los Estados Unidos, Marengo tiene una superficie total de 12.98 km², de la cual 12.98 km² corresponden a tierra firme y (0%) 0 km² es agua.

## Demografía
Según el censo de 2010, había 7648 personas residiendo en Marengo. La densidad de población era de 589,4 hab./km². De los 7648 habitantes, Marengo estaba compuesto por el 88.68% blancos, el 0.65% eran afroamericanos, el 0.54% eran amerindios, el 0.51% eran asiáticos, el 0.01% eran isleños del Pacífico, el 7.73% eran de otras razas y el 1.88% pertenecían a dos o más razas. Del total de la población el 15.32% eran hispanos o latinos de cualquier raza.